# Hagbard og Signe
Hagbard og Signe er skikkelser fra den nordiske sagnhistorie. De er et elskende par, som ikke må få hinanden, fordi deres familier ligger i fejde, og som derfor vælger at gå i døden sammen. Grundfortællingen er således den samme som i Shakespeares drama Romeo og Julie. Sagnet og Hagbard og Signe kendes i hovedsagen fra Saxos Gesta Danorum,  samt fra en middelalderlig folkevise med titlen Havbor og Signelil. 

## Sagnet, genfortalt efter Saxo
Kong Håmund havde sønnerne Helvin, Hagbard og Hamund, mens kong Siger havde sønnerne Sigvald, Alf og Alger, samt datteren Signe. Saxo lader kong Siger bo på Sjælland, og et angelsaksisk kvad nævner en "Sigehere" som hersker over "sø-danerne". De to kongers sønner udkæmpede et slag, som endte uafgjort. Hagbard fulgte med kong Sigers sønner hjem, hvor han mødte Signe. De to forelskede sig i hinanden, og Signe lovede i hemmelighed Hagbard, at hun ville gifte sig med ham. Samtidig kom en tysk adelsmand ved navn Hildegisel til kong Sigers slot for at bejle til Signe, som imidlertid afviste ham. Hildegisel var klar over, at det var Hagbard, som var hans rival, og det lykkedes ham at yppe kiv mellem Sigers og Håmunds sønner, så det kom til endnu en kamp, hvor Alf og Alger dræbte Helvin og Hamund; hvorefter Hagbard tog hævn og dræbte Alf og Alger, samt jog Hildegisel på flugt.
Hagbard ville nu minde Signe om hendes løfte, og mødte derfor op på kong Sigers gård klædt i kvindeklæder. Han fik anvist natteleje i fruerhuset, hvor han og Signe fandt sammen. De to lovede hinanden evig troskab, og Signe lovede, at hun om nødvendigt ville følge ham i døden. Signes terner havde imidlertid fattet mistanke og underrettede kong Siger, som pludselig stod i døren med sine mænd. Efter en langvarig kamp måtte Hagbard strække våben og lade sig tage til fange, hvorefter han blev dømt til døden ved hængning. Da Signe hørte det, sagde hun til sine terner, at hvis Hagbard skulle dø, så ville hun også dø, og nogle af hendes terner sagde, at de ville følge hende i døden.
Da Hagbard kom til retterstedet, bad han om, at hans kappe måtte blive hængt op først, så han kunne se, hvordan det tog sig ud, når han hang der. Det blev tilladt, men da Signe og hendes terner så kappen hænge i galgen, troede de, at det var Hagbard, der var blevet hængt, hvorefter de stak ild til huset og hængte sig i husets bjælker ved hjælp af deres slør. Da Hagbard så huset brænde, vidste han, at Signe havde holdt sit ord, og at hendes kærlighed havde været ægte, så han kunne nu selv gå glad i døden.

## Oprindelse og alder
Sagnets oprindelse er ukendt, men nogle af navneformerne, bl.a. det oldtyske navn Hagbard, tyder på, at det har en kontinental tysk oprindelse. Andre navne i sagnet findes også i det engelske Widsith-digt fra 800-tallet.
I et norsk kvad fra omkring år 900 er "Signes mands kolde hest" en kenning for "galge".

## Lokalisering
Sagnets begivenheder er blevet lokaliseret til flere steder i Skandinavien. Nævnes kan i Danmark Sigersted på Sjælland, i Sverige Sigerstad i Halland, Sigersjö i Blekinge, en bronzealderhøj ved Ysande Kirke (sv), kaldet "Signes bur" (+ en gammel eg i dens nærhed kaldes "Habors eg")   og Sigtuna i Uppland, samt endelig i Norge Engeløya i Nordland. Ved Sigerstad i Halland kan man finde Hagbards Galge, som er bautasten fra bronzealderen. 
H.C. Andersen skrev i Et stykke perlesnor om rejsen til Korsør: "Nu komme vi til Sigersted ved Ringsted By; Aaleiet er lavt; det gule Korn voxer, hvor Hagbarths Baad lagde an, ikke langt fra Signes Jomfrubuur. Hvo kjender ikke Sagnet om Hagbarth, der hang i Egen og Signelils Buur stod i Lue, Sagnet om den stærke Kjærlighed." 

## Reception i nyere tid
Adam Oehlenschläger har brugt sagnet som grundlag for sin tragedie Hagbarth og Signe fra 1815. Filminstruktøren Gabriel Axels film Den røde kappe fra 1967 er også bygget over Hagbards og Signes historie. På Engeløya opfører amatørskuespillere hvert andet år (ulige årstal) et sagaspil om Hagbard og Signe. Sagaspillet opføres på Vollmoen Amfi, som er indrettet på tomten fra et høvdingesæde fra vikingetiden. 